# Pales murina
Pales murina là một loài ruồi trong họ Tachinidae.